# Římskokatolická farnost Loučná
Římskokatolická farnost Loučná (německy Böhmisch Wiesenthal) je zaniklé územní společenství římských katolíků v Loučné pod Klínovcem a okolí.

## O farnosti
Farní kostel v Loučné byl postaven stavitelem Matthiasem Stöhrem v letech 1731–1737. Kolem roku 1920 byl postaven kostelík v přifařených Českých Hamrech. V roce 1981 byl z důvodu havarijního stavu farní kostel v Loučné odstřelen. Místní farnost byla po roce 1993 včleněna do nově zřízené plzeňské diecéze. V rámci slučování obtížně fungujících farností byla loučenská farnost v dubnu roku 2003 administrativně zrušena a sloučena s farností Vejprty. Vejprtská farnost byla k 1. lednu 2013 na základě dekretu Kongregace pro biskupy opětovně začleněna (se všemi farnostmi, které afilovala) do litoměřické diecéze.

## Duchovní správci
- 1933 František Jung, farář, n. Říčka 21. 6. 1881, o. 30. 6. 1907[1]
  - 1948 Jan Blažek, cooperator v Loučné, zároveň administrátor Krajková, n. 26. 11. 1916 Kojčice, o. 29. 6. 1941
  - 1948 Aemilián Jung, bydlel v Loučné, n. 10. 5. 1899 Říčka, o. 6. 7. 1924[2]

| Kostel | Místo                      | Bohoslužba           | Bohoslužba             | Poznámka               |                      |
| ------ | -------------------------- | -------------------- | ---------------------- | ---------------------- | -------------------- |
|        | Kostel sv. Alžběty Uherské | České Hamry          | neslouží se pravidelně | neslouží se pravidelně | filiální kostel      |
|        | Kostel Obrácení sv. Pavla  | Loučná pod Klínovcem | nelze sloužit          | nelze sloužit          | zbořený farní kostel |